# André-Eugène Navereau
André-Eugène Navereau, francoski general, * 1898, Saint-Brieuc, † 1978, Fontainebleau.